# كلير مكدويل
كلير مكدويل (بالإنجليزية: Claire McDowell)‏ هي ممثلة أمريكية، ولدت في 2 نوفمبر 1877 بنيويورك في الولايات المتحدة، وتوفيت في 23 أكتوبر 1966 بهوليوود في الولايات المتحدة.

## أعمال

### أفلام
- (1920) علامة زورو
- (1925) بن هور
- (1930) البيت الكبير
- (1934) الوكيل البريطاني
- (1934) حدث ذات ليلة
- (1938) مدينة الصبيان
- (1943) هذه الأرض لي
- (1945) مغامرة

## وصلات خارجية
- كلير مكدويل على موقع IMDb (الإنجليزية)
- كلير مكدويل على موقع ألو سيني (الفرنسية)
- كلير مكدويل على موقع أول موفي (الإنجليزية)
- كلير مكدويل على موقع قاعدة بيانات الأفلام السويدية (السويدية)
- كلير مكدويل على موقع قاعدة بيانات الفيلم (الإنجليزية)
- كلير مكدويل على موقع كينوبويسك (الروسية)